# میکروالکترود

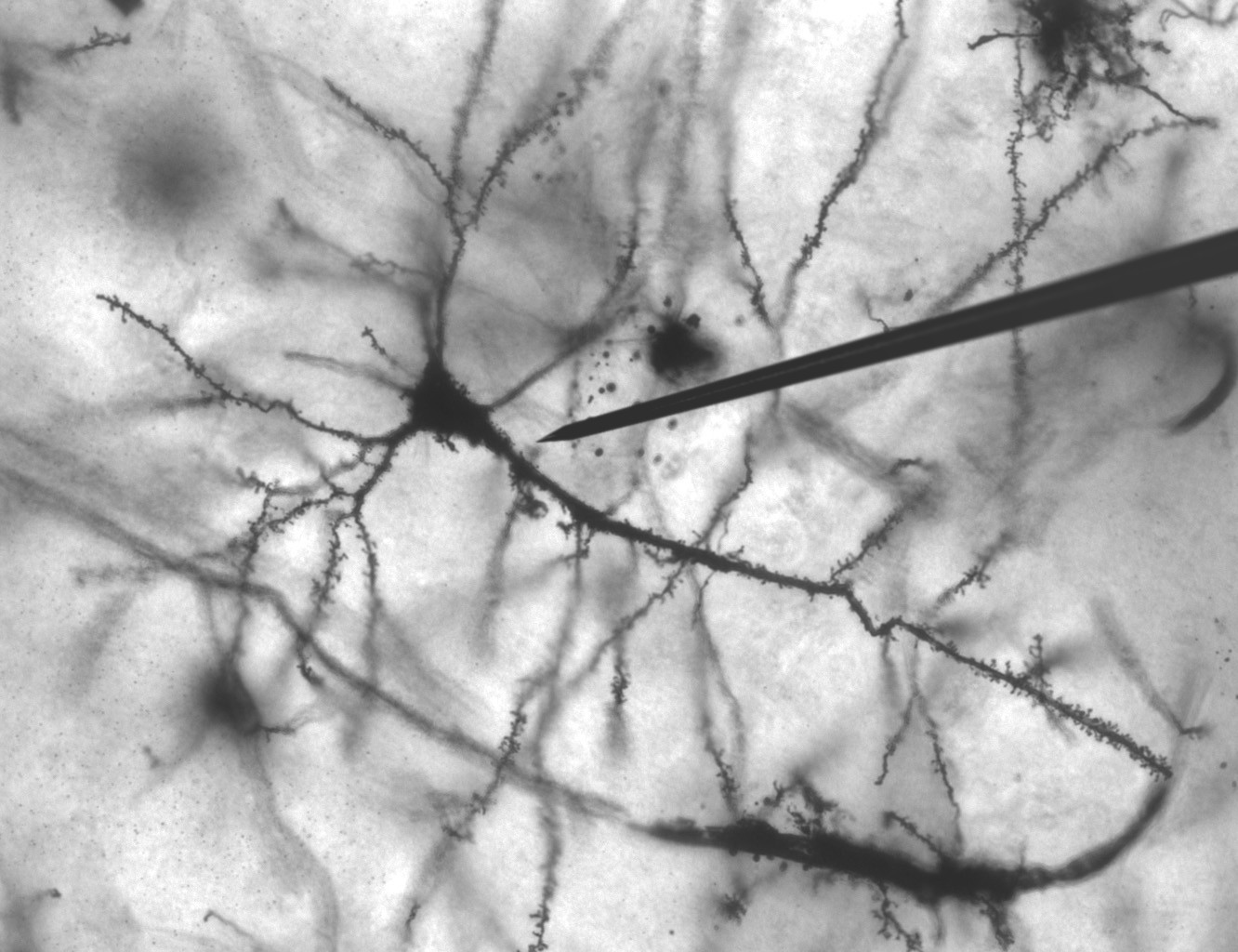
وارد کردن یک میکروالکترود به داخل بدن (برای ورود به نورون)

میکروالکترود (به انگلیسی: Microelectrode) الکترودی است که در الکتروفیزیولوژی، ثبت سیگنال‌های عصبی یا برای تحریک الکتریکی بافت عصبی استفاده می‌شود و برای اولین بار توسط آیدا هاید در سال ۱۹۲۱ ساخته شد. میکروالکترود از پیپت‌های شیشه ای کشیده با نوکی به قطر ۰٫۵ میکرومتر یا کمتر تشکیل شده‌است که معمولاً با محلول پتاسیم کلرید ۳ مولار به عنوان هادی الکتریکی پر می‌شوند. هنگامی که نوک پیپت به غشای سلولی نفوذ می‌کند، لیپیدهای موجود در بر روی غشاء و مجاور شیشه، یک اتصال الکتریکی آشکار بین نوک و فضای داخلی سلول ایجاد می‌کنند، زیرا میکروالکترود در مقایسه با محیط خارج سلولی از نظر الکتریکی منفی تر است. امروزه میکروالکترودهایی نیز وجود دارند که با سیم‌های فلزی عایق‌شده از فلزات بی‌اثر با مدول یانگ بالا مانند تنگستن، فولاد ضدزنگ یا آلیاژ پلاتین-ایریدیم ساخته شده و با عایق شیشه‌ای یا پلیمری با نوک‌های رسانا پوشانده شده‌اند. پیشرفت‌های اخیر در لیتوگرافی، میکروالکترودهای مبتنی بر سیلیکون را تولید کرده‌است.